# Юг де Бувилль
Юг де Бувилль (фр. Hugues de Bouville; 1275 — 1331) — камергер королей Франции Филиппа IV и Людовика X.

## Биография
Был сыном Юга де Бувилля и Мари де Шамбли; в 1308 году стал камергером короля Филиппа IV.
После смерти Филиппа IV королём стал его старший сын Людовик X, который в 1315 году отправил Бувилля в Неаполь в качестве посла для переговоров о браке с принцессой Клеменцией Венгерской, которая в августе 1315 года стала женой короля. После смерти короля 5 июня 1316 года, Бувилль был назначен хранителем ребёнка, поскольку королева была беременна сыном Иоанном I, который умер через 5 дней после рождения. 
Скончался в 1331 году, о его жизни после 1316 года ничего неизвестно.
Был женат на Маргарите де Барре, у супругов было 7 детей, среди них сын Карл (ум. 1385), который был камергером короля Карла V.